# Koszykówka na Letnich Igrzyskach Olimpijskich 2024 – turniej kobiet
Turniej kobiet w koszykówce na Letnich Igrzyskach Olimpijskich 2024 odbędzie się w dniach 28 lipca – 11 sierpnia 2024. Mistrzostwa olimpijskiego broni reprezentacja Stanów Zjednoczonych. Spotkania grupowe rozgrywane będą na stadionie Stade Pierre-Mauroy niedaleko Lille, a mecze fazy pucharowej w hali Bercy Arena w Paryżu.

## Zakwalifikowane reprezentacje
| Zawody                           | Data                             | Miejsce   | Reprezentacja     |
| -------------------------------- | -------------------------------- | --------- | ----------------- |
| Gospodarz                        | –                                | –         | Francja           |
| Mistrzostwa Świata               | 22 września– 1 października 2022 | Sydney    | Stany Zjednoczone |
| Światowe turnieje kwalifikacyjne | 8–11 lutego 2024                 | Xi’an     | Chiny             |
| Światowe turnieje kwalifikacyjne | 8–11 lutego 2024                 | Xi’an     | Portoryko         |
| Światowe turnieje kwalifikacyjne | 8–11 lutego 2024                 | Antwerpia | Belgia            |
| Światowe turnieje kwalifikacyjne | 8–11 lutego 2024                 | Antwerpia | Nigeria           |
| Światowe turnieje kwalifikacyjne | 8–11 lutego 2024                 | Belém     | Australia         |
| Światowe turnieje kwalifikacyjne | 8–11 lutego 2024                 | Belém     | Niemcy            |
| Światowe turnieje kwalifikacyjne | 8–11 lutego 2024                 | Belém     | Serbia            |
| Światowe turnieje kwalifikacyjne | 8–11 lutego 2024                 | Sopron    | Japonia           |
| Światowe turnieje kwalifikacyjne | 8–11 lutego 2024                 | Sopron    | Hiszpania         |
| Światowe turnieje kwalifikacyjne | 8–11 lutego 2024                 | Sopron    | Kanada            |

## Losowanie
Losowanie fazy grupowej odbyło się 19 marca 2024 w Mies.
12 drużyn zostało podzielonych na cztery koszyki po trzy drużyny na podstawie światowego rankingu FIBA. Trzy grupy utworzono poprzez wylosowanie jednej drużyny z każdego koszyka. Dwie drużyny z tego samego kontynentu nie mogły zostać umieszczone w tej samej grupie, z wyjątkiem drużyn europejskich, gdzie w tej samej grupie mogły znajdować się maksymalnie dwie reprezentacje.
Podział na koszyki
| Koszyk 1                                | Koszyk 2                      | Koszyk 3                     | Koszyk 4                       |
| --------------------------------------- | ----------------------------- | ---------------------------- | ------------------------------ |
| - Stany Zjednoczone - Chiny - Australia | - Hiszpania - Kanada - Belgia | - Francja - Japonia - Serbia | - Portoryko - Nigeria - Niemcy |

Wynik losowania
| Grupa A                                  | Grupa B                                  | Grupa C                                         |
| ---------------------------------------- | ---------------------------------------- | ----------------------------------------------- |
| - Serbia - Hiszpania - Chiny - Portoryko | - Kanada - Nigeria - Australia - Francja | - Niemcy - Stany Zjednoczone - Japonia - Belgia |

## Faza grupowa
Uwaga: W poniższym terminarzu turnieju podano CEST.

### Grupa A
| Lp. | Drużyna   | M | Z | P | P+  | P–  | +/– | Pkt | Kwalifikacja         |
| --- | --------- | - | - | - | --- | --- | --- | --- | -------------------- |
| 1   | Hiszpania | 3 | 3 | 0 | 223 | 213 | +10 | 6   | Ćwierćfinały         |
| 2   | Serbia    | 3 | 2 | 1 | 201 | 184 | +17 | 5   | Ćwierćfinały         |
| 3   | Chiny     | 3 | 1 | 2 | 228 | 229 | −1  | 4   | Możliwe ćwierćfinały |
| 4   | Portoryko | 3 | 0 | 3 | 175 | 201 | −26 | 3   |                      |

| 28 lipca 202413:30 | Hiszpania                                  | 90:89 (pd.)(13:22, 20:15, 20:22, 23:17, dogr. 14:13) | Chiny                                | Stade Pierre-Mauroy, Lille Widzów: 27 021 Sędzia: - Viola Györgyi - Maripier Malo - Péter Praksch |
| 28 lipca 202413:30 | Pkt:Gustafson 29 Zb:Gustafson 8 As:Casas 8 | 90:89 (pd.)(13:22, 20:15, 20:22, 23:17, dogr. 14:13) | Pkt:Li Y. 31 Zb:Li Y. 15 As:Li M. 11 | Stade Pierre-Mauroy, Lille Widzów: 27 021 Sędzia: - Viola Györgyi - Maripier Malo - Péter Praksch |

| 28 lipca 202421:00 | Serbia                                         | 58:55(23:15, 20:11, 12:10, 3:19) | Portoryko                                            | Stade Pierre-Mauroy, Lille Widzów: 15 324 Sędzia: - Maj Forsberg - James Boyer - Yann Davidson |
| 28 lipca 202421:00 | Pkt:Stanković 15 Zb:Stanković 10 As:Anderson 8 | 58:55(23:15, 20:11, 12:10, 3:19) | Pkt:San Antonio 11 Zb:Trzy zawodniczki 6 As:Rosado 7 | Stade Pierre-Mauroy, Lille Widzów: 15 324 Sędzia: - Maj Forsberg - James Boyer - Yann Davidson |

| 31 lipca 202411:00 | Portoryko                                         | 62:63(9:18, 16:21, 19:5, 18:19) | Hiszpania                                   | Stade Pierre-Mauroy, Lille Widzów: 23 942 Sędzia: - Andrés Bartel - Maripier Malo - Jevgeniy Mikheyev |
| 31 lipca 202411:00 | Pkt:Guirantes 15 Zb:Hollingshed 12 As:Guirantes 4 | 62:63(9:18, 16:21, 19:5, 18:19) | Pkt:Gustafson 18 Zb:Gustafson 13 As:Ortiz 4 | Stade Pierre-Mauroy, Lille Widzów: 23 942 Sędzia: - Andrés Bartel - Maripier Malo - Jevgeniy Mikheyev |

| 31 lipca 202413:30 | Chiny                                         | 59:81(17:23, 22:22, 11:17, 9:19) | Serbia                                        | Stade Pierre-Mauroy, Lille Widzów: 23 942 Sędzia: - Martin Vulić - Maj Forsberg - James Boyer |
| 31 lipca 202413:30 | Pkt:Han,Wang 11 Zb:Li Yueru 11 As:Wang,Yang 5 | 59:81(17:23, 22:22, 11:17, 9:19) | Pkt:Anderson 15 Zb:Krajišnik 11 As:Anderson 6 | Stade Pierre-Mauroy, Lille Widzów: 23 942 Sędzia: - Martin Vulić - Maj Forsberg - James Boyer |

| 3 sierpnia 202411:00 | Chiny                                 | 80:58(17:11, 23:18, 22:16, 18:13) | Portoryko                                    | Stade Pierre-Mauroy, Lille Widzów: 26 595 Sędzia: - Omar Bermúdez - Rabah Noujaim - Maripier Malo |
| 3 sierpnia 202411:00 | Pkt:Li Meng 18 Zb:Han Xu 9 As:Li M. 7 | 80:58(17:11, 23:18, 22:16, 18:13) | Pkt:Guirante 20 Zb:Hollingshed 8 As:Rosado 5 | Stade Pierre-Mauroy, Lille Widzów: 26 595 Sędzia: - Omar Bermúdez - Rabah Noujaim - Maripier Malo |

| 3 sierpnia 202413:30 | Serbia                                       | 62:70(13:16, 15:21, 10:18, 24:15) | Hiszpania                            | Stade Pierre-Mauroy, Lille Widzów: 26 595 Sędzia: - Takaki Kato - Viola György - Yann Davidson |
| 3 sierpnia 202413:30 | Pkt:Anderson 18 Zb:Stanković 5 As:Anderson 7 | 62:70(13:16, 15:21, 10:18, 24:15) | Pkt:Conde 15 Zb:Gustafson 9 As:Gil 7 | Stade Pierre-Mauroy, Lille Widzów: 26 595 Sędzia: - Takaki Kato - Viola György - Yann Davidson |

### Grupa B
| Lp. | Drużyna     | M | Z | P | P+  | P–  | +/– | Pkt | Kwalifikacja         |
| --- | ----------- | - | - | - | --- | --- | --- | --- | -------------------- |
| 1   | Francja (H) | 3 | 2 | 1 | 222 | 187 | +35 | 5   | Ćwierćfinały         |
| 2   | Australia   | 3 | 2 | 1 | 211 | 212 | −1  | 5   | Ćwierćfinały         |
| 3   | Nigeria     | 3 | 2 | 1 | 208 | 207 | +1  | 5   | Możliwe ćwierćfinały |
| 4   | Kanada      | 3 | 0 | 3 | 189 | 224 | −35 | 3   |                      |

| 29 lipca 202411:00 | Nigeria                                                | 75:62(18:17, 23:11, 10:19, 24:15) | Australia                              | Stade Pierre-Mauroy, Lille Widzów: 24 023 Sędzia: - Amy Bonner - Rabah Noujaim - Jenna Reneau |
| 29 lipca 202411:00 | Pkt:Kalu 19 Zb:Kunaiyi-Akpannah, Musa 7 As:Amukamara 9 | 75:62(18:17, 23:11, 10:19, 24:15) | Pkt:Smith 15 Zb:Talbot 10 As:Talbot 12 | Stade Pierre-Mauroy, Lille Widzów: 24 023 Sędzia: - Amy Bonner - Rabah Noujaim - Jenna Reneau |

| 29 lipca 202417:15 | Kanada                                          | 54:75(18:15, 2:23, 16:15, 18:22) | Francja                                   | Stade Pierre-Mauroy, Lille Widzów: 20 211 Sędzia: - Boris Krejić - Blanca Burns - Ariadna Chueca |
| 29 lipca 202417:15 | Pkt:Colley,Nurse 11 Zb:Alexander 10 As:Colley 6 | 54:75(18:15, 2:23, 16:15, 18:22) | Pkt:Badiane 18 Zb:Badiane 6 As:Williams 8 | Stade Pierre-Mauroy, Lille Widzów: 20 211 Sędzia: - Boris Krejić - Blanca Burns - Ariadna Chueca |

| 1 sierpnia 202413:30 | Australia                                  | 70:65(18:16, 20:16, 13:12, 19:21) | Kanada                                     | Stade Pierre-Mauroy, Lille Widzów: 20 962 Sędzia: - Andrés Bartel - Rabah Noujaim - Jenna Reneau |
| 1 sierpnia 202413:30 | Pkt:Whitcomb 19 Zb:Talbot 9 As:Whitcomb 10 | 70:65(18:16, 20:16, 13:12, 19:21) | Pkt:Carleton 19 Zb:Carleton 8 As:Achonwa 8 | Stade Pierre-Mauroy, Lille Widzów: 20 962 Sędzia: - Andrés Bartel - Rabah Noujaim - Jenna Reneau |

| 1 sierpnia 202417:15 | Francja                                    | 75:54(24:20, 14:11, 16:8, 21:15) | Nigeria                               | Stade Pierre-Mauroy, Lille Widzów: 17 483 Sędzia: - Amy Bonner - Carlos Peralta - Péter Praksch |
| 1 sierpnia 202417:15 | Pkt:Johannès 15 Zb:Badiane 6 As:Williams 7 | 75:54(24:20, 14:11, 16:8, 21:15) | Pkt:Kalu 18 Zb:Musa 9 As: Amukamara 5 | Stade Pierre-Mauroy, Lille Widzów: 17 483 Sędzia: - Amy Bonner - Carlos Peralta - Péter Praksch |

| 4 sierpnia 202413:30 | Kanada                                         | 70:79(18:18, 23:19, 5:23, 24:19) | Nigeria                                           | Stade Pierre-Mauroy, Lille Widzów: 27 107 Sędzia: - Amy Bonner - Blanca Burns - Ariadna Chueca |
| 4 sierpnia 202413:30 | Pkt:Colley 17 Zb:Amihere 11 As:5 zawodniczek 2 | 70:79(18:18, 23:19, 5:23, 24:19) | Pkt:Kalu 21 Zb:Kunaiyi-Akpannah 7 As: Amukamara 6 | Stade Pierre-Mauroy, Lille Widzów: 27 107 Sędzia: - Amy Bonner - Blanca Burns - Ariadna Chueca |

| 4 sierpnia 202421:00 | Australia                                      | 79:72(19:17, 15:17, 25:16, 20:22) | Francja                                   | Stade Pierre-Mauroy, Lille Widzów: 27 193 Sędzia: - Luis Castillo - Maj Forsberg - Jenna Reneau |
| 4 sierpnia 202421:00 | Pkt:Madgen 18 Zb:Madgen,Talbot 6 As:Whitcomb 7 | 79:72(19:17, 15:17, 25:16, 20:22) | Pkt:Williams 15 Zb:Badiane 6 As:Bernies 4 | Stade Pierre-Mauroy, Lille Widzów: 27 193 Sędzia: - Luis Castillo - Maj Forsberg - Jenna Reneau |

### Grupa C
| Lp. | Drużyna           | M | Z | P | P+  | P–  | +/– | Pkt | Kwalifikacja         |
| --- | ----------------- | - | - | - | --- | --- | --- | --- | -------------------- |
| 1   | Stany Zjednoczone | 3 | 3 | 0 | 276 | 218 | +58 | 6   | Ćwierćfinały         |
| 2   | Niemcy            | 3 | 2 | 1 | 226 | 220 | +6  | 5   | Ćwierćfinały         |
| 3   | Belgia            | 3 | 1 | 2 | 228 | 228 | 0   | 4   | Możliwe ćwierćfinały |
| 4   | Japonia           | 3 | 0 | 3 | 198 | 262 | −64 | 3   |                      |

| 29 lipca 202413:30 | Niemcy                                   | 83:69(25:11, 21:14, 14:17, 23:27) | Belgia                                   | Stade Pierre-Mauroy, Lille Widzów: 20 211 Sędzia: - Martin Vulić - Carlos Peralta - Yann Davidson |
| 29 lipca 202413:30 | Pkt:Sabally 17 Zb:Gülich 7 As:Peterson 8 | 83:69(25:11, 21:14, 14:17, 23:27) | Pkt:Meesseman 25 Zb:Linskens 6 As:Vanloo | Stade Pierre-Mauroy, Lille Widzów: 20 211 Sędzia: - Martin Vulić - Carlos Peralta - Yann Davidson |

| 29 lipca 202421:00 | Stany Zjednoczone                     | 102:76(22:15, 28:24, 29:18, 23:19) | Japonia                                                     | Stade Pierre-Mauroy, Lille Widzów: 13 040 Sędzia: - Luis Castillo - Viola Györgyi - Yevgeniy Mikheyev |
| 29 lipca 202421:00 | Pkt:Wilson 24 Zb:Wilson 13 As:Gray 13 | 102:76(22:15, 28:24, 29:18, 23:19) | Pkt:Takada 24 Zb:Cztery zawodniczki 3 As:Machida,Yamamoto 5 | Stade Pierre-Mauroy, Lille Widzów: 13 040 Sędzia: - Luis Castillo - Viola Györgyi - Yevgeniy Mikheyev |

| 1 sierpnia 202411:00 | Japonia                               | 64:75(16:21, 20:21, 13:17, 15:16) | Niemcy                                                 | Stade Pierre-Mauroy, Lille Widzów: 20 962 Sędzia: - Gatis Saliņš - Viola Györgyi - Yevgeniy Mikheyev |
| 1 sierpnia 202411:00 | Pkt:takada 15 Zb:Akaho 8 As:Machida 9 | 64:75(16:21, 20:21, 13:17, 15:16) | Pkt:Sabally 33, Zb:Gülich, Geiselsöder 10 As:Fiebich 6 | Stade Pierre-Mauroy, Lille Widzów: 20 962 Sędzia: - Gatis Saliņš - Viola Györgyi - Yevgeniy Mikheyev |

| 1 sierpnia 202421:00 | Belgia                                               | 74:87(23:23, 15:23, 15:14, 21;27) | Stany Zjednoczone                        | Stade Pierre-Mauroy, Lille Widzów: 25 044 Sędzia: - Wojciech Liszka - Luis Castillo - Ariadna Chuec |
| 1 sierpnia 202421:00 | Pkt:Meesseman 24 Zb:Delaere, Linskens 5 As:Delaere 8 | 74:87(23:23, 15:23, 15:14, 21;27) | Pkt:Stewart 26 Zb:Wilson 13 As:Ionescu 5 | Stade Pierre-Mauroy, Lille Widzów: 25 044 Sędzia: - Wojciech Liszka - Luis Castillo - Ariadna Chuec |

| 4 sierpnia 202411:00 | Japonia                                          | 58:85(7:19, 16:20, 16:22, 19:24) | Belgia                                       | Stade Pierre-Mauroy, Lille Widzów: 25 134 Sędzia: - Boris Krejić - Wojciech Liszka - Péter Praksch |
| 4 sierpnia 202411:00 | Pkt:Hayashi 13 Zb:Akaho 5 As:Machida, Miyazaki 4 | 58:85(7:19, 16:20, 16:22, 19:24) | Pkt:Meesseman 30 Zb:Meesseman 11 As:Massey 7 | Stade Pierre-Mauroy, Lille Widzów: 25 134 Sędzia: - Boris Krejić - Wojciech Liszka - Péter Praksch |

| 4 sierpnia 202417:15 | Niemcy                                        | 68:87(19:16, 10:25, 17:28, 22:18) | Stany Zjednoczone                               | Stade Pierre-Mauroy, Lille Widzów: 25 844 Sędzia: - Julio Anaya - Gatis Saliņš - Viola Györgyi |
| 4 sierpnia 202417:15 | Pkt:Sabally 15 Zb:Geiselsöder 8 As:Peterson 4 | 68:87(19:16, 10:25, 17:28, 22:18) | Pkt:Young 19 Zb:Collier 7 As:Trzy zawodniczki 5 | Stade Pierre-Mauroy, Lille Widzów: 25 844 Sędzia: - Julio Anaya - Gatis Saliņš - Viola Györgyi |

### Klasyfikacja 3. miejsc
| Lp. | Gr. | Drużyna | M | Z | P | P+  | P–  | +/– | Pkt | Kwalifikacja |
| --- | --- | ------- | - | - | - | --- | --- | --- | --- | ------------ |
| 1   | B   | Nigeria | 3 | 2 | 1 | 208 | 207 | +1  | 5   | Ćwierćfinały |
| 2   | C   | Belgia  | 3 | 1 | 2 | 228 | 228 | 0   | 4   | Ćwierćfinały |
| 3   | A   | Chiny   | 3 | 1 | 2 | 228 | 229 | −1  | 4   |              |

## Faza pucharowa
|  | Ćwierćfinały      | Ćwierćfinały      |                   |    | Półfinały         | Półfinały         |  |  | Finał | Finał |
|  |                   |                   |                   |    |                   |                   |  |  |       |       |
|  | 7 sierpnia        |                   |                   |    |                   |                   |  |  |       |       |
|  |                   |                   |                   |    |                   |                   |  |  |       |       |
|  | Niemcy            | 71                |                   |    |                   |                   |  |  |       |       |
|  | Niemcy            | 71                | 9 sierpnia        |    |                   |                   |  |  |       |       |
|  | Francja           | 84                |                   |    |                   |                   |  |  |       |       |
|  | Francja           | 84                | Francja           | 81 |                   |                   |  |  |       |       |
|  | 7 sierpnia        |                   | Francja           | 81 |                   |                   |  |  |       |       |
|  |                   | Belgia            | 71                |    |                   |                   |  |  |       |       |
|  | Hiszpania         | Belgia            | 71                | 66 |                   |                   |  |  |       |       |
|  | Hiszpania         |                   | 11 sierpnia       | 66 |                   |                   |  |  |       |       |
|  | Belgia            | 79                |                   |    |                   |                   |  |  |       |       |
|  | Belgia            | 79                | Francja           | 66 |                   |                   |  |  |       |       |
|  | 7 sierpnia        |                   | Francja           | 66 |                   |                   |  |  |       |       |
|  |                   | Stany Zjednoczone | 67                |    |                   |                   |  |  |       |       |
|  | Nigeria           | Stany Zjednoczone | 67                | 74 |                   |                   |  |  |       |       |
|  | Nigeria           | 9 sierpnia        |                   | 74 |                   |                   |  |  |       |       |
|  | Stany Zjednoczone | 88                |                   |    |                   |                   |  |  |       |       |
|  | Stany Zjednoczone | 88                | Stany Zjednoczone | 85 |                   |                   |  |  |       |       |
|  | 7 sierpnia        |                   | Stany Zjednoczone | 85 |                   |                   |  |  |       |       |
|  |                   | Australia         | 64                |    | Mecz o 3. miejsce | Mecz o 3. miejsce |  |  |       |       |
|  | Serbia            | Australia         | 64                | 67 | Mecz o 3. miejsce | Mecz o 3. miejsce |  |  |       |       |
|  | Serbia            |                   | 11 sierpnia       | 67 |                   |                   |  |  |       |       |
|  | Australia         | 85                |                   |    |                   |                   |  |  |       |       |
|  | Australia         | 85                | Belgia            | 81 |                   |                   |  |  |       |       |
|  |                   |                   |                   |    |                   |                   |  |  |       |       |
|  | Australia         | 85                |                   |    |                   |                   |  |  |       |       |
|  | Australia         | 85                |                   |    |                   |                   |  |  |       |       |

### Ćwierćfinały
| 7 sierpnia 202411:00 | Serbia                                     | 67:85(19:26, 13:22, 16:24, 19:13) | Australia                               | Accor Arena, Paryż Widzów: 12 337 Sędzia: - Martin Vulić - Ariadna Chueca - Yevgeniy Mikheyev |
| 7 sierpnia 202411:00 | Pkt:Nogić 17 Zb:Raca 7 As:Anderson,Nogić 5 | 67:85(19:26, 13:22, 16:24, 19:13) | Pkt:Smith 22 Zb:Smith 13 As:Melbourne 5 | Accor Arena, Paryż Widzów: 12 337 Sędzia: - Martin Vulić - Ariadna Chueca - Yevgeniy Mikheyev |

| 7 sierpnia 202414:30 | Hiszpania                                       | 66:79(26:26, 11:22, 12:19, 17:12) | Belgia                                                        | Accor Arena, Paryż Widzów: 11 852 Sędzia: - Matthew Kallio - Jenna Reneau - Maripier Malo |
| 7 sierpnia 202414:30 | Pkt:Gustafson 21 Zb:Gustafson 7 As:Gil, Ortiz 3 | 66:79(26:26, 11:22, 12:19, 17:12) | Pkt:Linskens,Meesseman 19 Zb:Meesseman 9 As:Delaere, Vanloo 7 | Accor Arena, Paryż Widzów: 11 852 Sędzia: - Matthew Kallio - Jenna Reneau - Maripier Malo |

| 7 sierpnia 202418:00 | Niemcy                                              | 71:84(19:23, 14:22, 16:21, 22:18) | Francja                                     | Accor Arena, Paryż Widzów: 12 399 Sędzia: - Amy Bonner - Carlos Peralta - Blanca Burns |
| 7 sierpnia 202418:00 | Pkt:Sabally 20 Zb:Sabally 13 As:Fiebich, Peterson 3 | 71:84(19:23, 14:22, 16:21, 22:18) | Pkt:Johannès 24 Zb:Williams 6 As:Williams 5 | Accor Arena, Paryż Widzów: 12 399 Sędzia: - Amy Bonner - Carlos Peralta - Blanca Burns |

| 7 sierpnia 202421:30 | Nigeria                                          | 74:88(17:26, 16:26, 15:24, 26:12) | Stany Zjednoczone                       | Accor Arena, Paryż Widzów: 12 437 Sędzia: - Viola Györgyi - Juan Fernánde - Yann Davidson |
| 7 sierpnia 202421:30 | Pkt:Amukamara 19 Zb:Kunaiyi-Akpannah 8 As:Kalu 7 | 74:88(17:26, 16:26, 15:24, 26:12) | Pkt:Wilson 20 Zb:Wilsonn 11 As:Thomas 6 | Accor Arena, Paryż Widzów: 12 437 Sędzia: - Viola Györgyi - Juan Fernánde - Yann Davidson |

### Półfinały
| 9 sierpnia 202417:30 | Stany Zjednoczone                               | 85:64(20:16, 25:11, 21:13, 19:24) | Australia                                       | Accor Arena, Paryż Widzów: 11 919 Sędzia: - Gatis Saliņš - Viola Györgyi - Péter Praksch |
| 9 sierpnia 202417:30 | Pkt:Young 14 Zb:Wilsonn 8 As:Trzy zawodniczki 5 | 85:64(20:16, 25:11, 21:13, 19:24) | Pkt:Borlase 11 Zb:Smith 7 As:Trzy zawodniczki 3 | Accor Arena, Paryż Widzów: 11 919 Sędzia: - Gatis Saliņš - Viola Györgyi - Péter Praksch |

| 9 sierpnia 202421:00 | Francja                                            | 81:75 (pd.)(14:17, 17:19, 17:15, 18:15, (dog) 15:9) | Belgia                                                 | Accor Arena, Paryż Widzów: 12 389 Sędzia: - Luis Castillo - Takaki Kato - Ariadna Chueca |
| 9 sierpnia 202421:00 | Pkt:Williams 18 Zb:Badiane, Rupert 7 As:Johannès 5 | 81:75 (pd.)(14:17, 17:19, 17:15, 18:15, (dog) 15:9) | Pkt:Meesseman 19 Zb:Meesseman 14 As:Trzy zawodniczki 6 | Accor Arena, Paryż Widzów: 12 389 Sędzia: - Luis Castillo - Takaki Kato - Ariadna Chueca |

### Mecz o 3. miejsce
| 11 sierpnia 202411:30 | Belgia                                   | 81:85(19:20, 17:17, 25:23, 20:25) | Francja                                       | Accor Arena, Paryż Widzów: 11 968 Sędzia: - Amy Bonner - Blanca Burns - Jenna Reneau |
| 11 sierpnia 202411:30 | Pkt:Vanloo 26 Zb:Linskens 8 As:Vanloo 11 | 81:85(19:20, 17:17, 25:23, 20:25) | Pkt:Magbegor 30 Zb:Magbegor 13 As:Melbourne 7 | Accor Arena, Paryż Widzów: 11 968 Sędzia: - Amy Bonner - Blanca Burns - Jenna Reneau |

### Finał
| 11 sierpnia 202415:30 | Francja                                    | 66:67(9:15, 16:10, 18:20, 23:22) | Stany Zjednoczone                            | Accor Arena, Paryż Widzów: 12 126 Sędzia: - Boris Krejić - Viola Györgyi - Martin Vulić |
| 11 sierpnia 202415:30 | Pkt:Williams 19 Zb:Williams 7 As:Badiane 3 | 66:67(9:15, 16:10, 18:20, 23:22) | Pkt:Wilsonn 21 Zb:Wilsonn 13 As:Gray ,Plum 4 | Accor Arena, Paryż Widzów: 12 126 Sędzia: - Boris Krejić - Viola Györgyi - Martin Vulić |

## Klasyfikacja końcowa
| Miejsce | Reprezentacja     | Z | P |
| ------- | ----------------- | - | - |
| 01 !    | Stany Zjednoczone | 6 | 0 |
| 02 !    | Francja           | 4 | 2 |
| 03 !    | Australia         | 4 | 2 |
| 4.      | Belgia            | 2 | 4 |
| 5.      | Hiszpania         | 3 | 1 |
| 6.      | Serbia            | 2 | 2 |
| 7.      | Niemcy            | 2 | 2 |
| 8.      | Nigeria           | 2 | 2 |
| 9.      | Chiny             | 1 | 2 |
| 10.     | Portoryko         | 0 | 3 |
| 11.     | Kanada            | 0 | 3 |
| 12.     | Japonia           | 0 | 3 |